# Comune di Haderslev
Haderslev (in tedesco Hadersleben) è un comune della Danimarca situato nella regione della Danimarca Meridionale (Syddanmark).
Capoluogo e sede amministrativa è la città omonima.
In seguito alla riforma amministrativa del 1º gennaio 2007 il comune è stato riformato accorpando i precedenti comuni di Gram e Vojens e parti dei comuni di Christiansfeld e Nørre-Rangstrup.
Fra le altre attività economiche, prevalentemente riferite all'industria ittica, spicca la presenza del cantiere X-Yachts Denmark, uno dei costruttori di imbarcazioni a vela più conosciuti al mondo.

## Centri abitati
I centri abitati principali del comune sono:
- Haderslev (22 277)
- Vojens (7 545)
- Starup (2 490)
- Gram (2 445)

## Sport

### Calcio
La squadra principale della città è il Sønderjysk Elitesport.

## Luoghi di rilievo
- Tirslundstenen (masso erratico)
- Diocesi di Haderslev